# Miss Venezuela 2024
Miss Venezuela 2024 fue la 71.ª edición del certamen Miss Venezuela. Se llevó a cabo en el Centro Comercial Líder el  5 de diciembre de 2024, en Caracas, Venezuela. Candidatas de distintas regiones y estados del país compitieron por el título de Miss Universe Venezuela 2024. Al final del evento, Ileana Márquez, Miss Venezuela 2023 de Amazonas, coronó a Stephany Abasali, de Anzoátegui, como su sucesora. 

## Historia
La temporada de postulaciones para participar en el Miss Venezuela 2024 inició el 22 de febrero y culminó el 26 de mayo.
El proceso de Evaluación Presencial Integral (EPI) se llevó a cabo el jueves, 30 de mayo. Donde se evaluará a cada una de las preseleccionadas para elegir a las candidatas oficiales el próximo mes.
Los estados Anzoategui, Aragua, Bolívar, Carabobo, Guarico, Yaracuy, Zulia y el Distrito Capital, tuvieron la oportunidad de elegir a las representantes de sus respectivas entidades a través de concursos locales.

## Resultados
El Miss Venezuela 2024 se realizó bajo dos competencias separadas:

### Miss Universe Venezuela
| Resultado                    | Candidata |
| ---------------------------- | --- |
| Miss Universe Venezuela 2024 | - Anzoátegui - Stephany Abasali                                                                                                |
| Primera finalista            | - Amazonas - Karín El Aridi |
| Segunda finalista            | - Distrito Capital - Vanessa Pérez                                                                                             |
| Tercera finalista            | - Miranda - Sarile González |
| Cuarta finalista             | - Nueva Esparta - Vanessa Peroza                                                                                               |
| Top 10                       | - Falcón - Fabianna Suárez - Sucre - Marian Villegas - Táchira - Laleska Mora - Yaracuy - Oriana López - Zulia - María Peinado |

Premios especiales
| Premio           | Candidata                   |
| ---------------- | --------------------------- |
| Miss Fotogénica  | - Amazonas - Karín El Aridi |
| Miss Amistad     | - Táchira - Laleska Mora    |
| Miss Elegancia   | - Yaracuy - Oriana López    |
| Miss Popularidad | - Sucre - Marian Villegas   |
| Mejor Diseño     | - Zulia - María Peinado     |

### Miss Venezuela World
El Miss Venezuela World 2024 se llevó a cabo como una competencia separada el 23 de noviembre de 2024. Ariagny Daboín de Cojedes, coronó a su sucesora Valeria Cannavò de Dependencias Federales como Miss Venezuela World 2024. Ella representó a Venezuela en el certamen Miss Mundo 2025.
Además, Sakra Guerrero de Guárico coronó a su sucesora Alessandra Guillén de Delta Amacuro como Miss Venezuela Internacional 2024. Ella representará a Venezuela en el certamen Miss Internacional 2025.
| Resultado                         | Candidata |
| --------------------------------- | --- |
| Miss Venezuela World 2024         | - Dependencias Federales - Valeria Cannavò |
| Miss International Venezuela 2024 | - Delta Amacuro - Alessandra Guillén |
| Top 7                             | - Amazonas - Karín El Aridi - Anzoátegui - Stephany Abasali - Barinas - Stefanía González - Mérida - Paola Giampaolo - Sucre - Marian Villegas |

Premiaciones Pruebas Fast Track
| Premio                   | Candidata                     |
| ------------------------ | ----------------------------- |
| Prueba de Impacto Social | - Mérida - Paola Giampaolo    |
| Prueba deportiva         | - Barinas - Stefanía González |
| Prueba de talento        | - Sucre - Marian Villegas     |

## Gala de Bandas Especiales
Las siguientes premiaciones serán otorgados por el voto popular a través de la página oficial de Miss Venezuela y su cuenta oficial de Instagram y Twitter.
| Premio                     | Candidata                                  |
| -------------------------- | ------------------------------------------ |
| Miss Pelo Lindo            | - Sucre - Marian Villegas                  |
| Miss Perfume de la Belleza | - Nueva Esparta - Vanessa Peroza           |
| Miss Siempre Original      | - Zulia - María Peinado                    |
| Miss Belleza que florece   | - Dependencias Federales - Valeria Cannavò |
| Miss Manos de Pasarela     | - Amazonas - Karín El Aridi                |
| Miss Belleza Extrema       | - Portuguesa - Andrea Goitía               |
| Miss Fijación Perfecta     | - Yaracuy - Oriana López                   |
| Miss Liso Radiante         | - Apure - Britney Wiedeman                 |
| Miss Belleza Armónica      | - Distrito Capital - Vanessa Pérez         |
| La Piel más Linda          | - Anzoátegui - Stephany Abasali            |
| Miss Coloración Radiante   | - Guárico - Anny Ledezma                   |
| Miss Sonrisa               | - Monagas - Georgina Scott                 |
| Miss Indetenible           | - Aragua - Victoria Arráiz                 |
| Miss Influencer            | - Amazonas - Karín El Aridi                |
| Miss Líder                 | - Anzoátegui - Stephany Abasali            |

## Candidatas
25 candidatas competirán por el título:
(En la tabla se utiliza su nombre completo, los sobrenombres van entrecomillados y los apellidos utilizados como nombre artístico, entre paréntesis; fuera de ella se utilizan sus nombres «artísticos» o simplificados)
| Estado                 | Candidata                                   | Edad | Estatura        | Ciudad natal             |
| ---------------------- | ------------------------------------------- | ---- | --------------- | ------------------------ |
| Amazonas               | Karín Ivanna El Aridi El Charani            | 24   | 1,74 m (5′ 9″)  | Valencia                 |
| Anzoátegui             | Stephany Adriana Abasali Nasser             | 24   | 1,74 m (5′ 9″)  | Puerto Ordaz             |
| Apure                  | Britney Wiedeman Quijada                    | 27   | 1,75 m (5′ 9″)  | Maracay                  |
| Aragua                 | Gledys María Victoria Arráiz Cabeza         | 28   | 1,70 m (5′ 7″)  | Palo Negro               |
| Barinas                | Stefanía González Vargas                    | 24   | 1,68 m (5′ 6″)  | Barinitas                |
| Bolívar                | Leix Luznelys Montilla Collins              | 26   | 1,71 m (5′ 7″)  | Caracas                  |
| Carabobo               | María José Gonçalves Tovar                  | 26   | 1,61 m (5′ 3″)  | Valencia                 |
| Cojedes                | Verónica Sabrina Serrano Ferreira           | 22   | 1,70 m (5′ 7″)  | San Antonio de Los Altos |
| Delta Amacuro          | Alessandra María Guillén Murga              | 26   | 1,70 m (5′ 7″)  | Caracas                  |
| Dependencias Federales | María Valeria Cannavò Balsamo               | 24   | 1,70 m (5′ 7″)  | Maracay                  |
| Distrito Capital       | Vanessa Pérez Gómez                         | 25   | 1,78 m (5′ 10″) | Caracas                  |
| Falcón                 | Fabianna Elisa Laura Consuelo Suárez Buysse | 28   | 1,75 m (5′ 9″)  | Valencia                 |
| Guárico                | Yubianny del Valle «Anny» Ledezma Ledezma   | 28   | 1,78 m (5′ 10″) | Valle de la Pascua       |
| La Guaira              | María Estela «Stella» Pérez García          | 27   | 1,86 m (6′ 1″)  | Caracas                  |
| Lara                   | Valeska Michelle Alvarado Gómez             | 20   | 1,77 m (5′ 10″) | Barquisimeto             |
| Mérida                 | Olga Paola Giampaolo Guillén                | 25   | 1,78 m (5′ 10″) | Mérida                   |
| Miranda                | Sarilé Daniela González Pérez               | 23   | 1,75 m (5′ 9″)  | San Cristóbal            |
| Monagas                | Georgina de la Candelaria Scott López       | 28   | 1,68 m (5′ 6″)  | Cumaná                   |
| Nueva Esparta          | Vanessa Andreína Peroza Tavares             | 25   | 1,73 m (5′ 8″)  | Tinaquillo               |
| Portuguesa             | Andrea Goitía Palma                         | 22   | 1,69 m (5′ 7″)  | Caracas                  |
| Sucre                  | Marian Gabriela Villegas González           | 23   | 1,72 m (5′ 8″)  | Güiria                   |
| Táchira                | Laleska Lexibeth Mora Pérez                 | 26   | 1,70 m (5′ 7″)  | Caracas                  |
| Trujillo               | María José Meza Sánchez                     | 25   | 1,73 m (5′ 8″)  | Mérida                   |
| Yaracuy                | Oriana Valentina López Gallardo             | 19   | 1,65 m (5′ 5″)  | San Felipe               |
| Zulia                  | María de los Ángeles Peinado Vásquez        | 25   | 1,74 m (5′ 9″)  | Paraguaipoa              |